# Ajax (Frans automerk)
Ajax was een Frans automerk dat tussen 1913 en 1919 zogenaamde cyclecars produceerde.
Ajax werd opgericht door de Amerikaanse Briscoe broers. In 1913 was de rage van Cyclecars al begonnen en de broers sprongen erop in, door een 12 pk Cyclecar te bouwen. De fabriek in Neuilly-sur-Seine bleef doordraaien, nadat de broers weer waren teruggekeerd in de Verenigde Staten, waar zij de Argo bouwden.